# Paul G. Ulrich
Paul G. Ulrich (* 1959 in Krefeld) ist ein deutscher Jazzmusiker (Kontrabass).

## Leben und Wirken
Ulrich absolvierte das Gymnasium am Moltkeplatz; er erhielt zunächst Klavierunterricht in der örtlichen Musikschule, bevor er zum Bass wechselte. Als Jugendlicher wirkte er im Jungen Kammerorchester Krefeld unter Leitung von Ralph Schürmanns mit. Mit 16 Jahren begann er, als Bassist in der Combo seines Bruders Jazz zu spielen. Nach dem Abitur studierte er an der Hochschule für Musik und Tanz Köln im Jazzstudiengang bei Jiggs Whigham.
Bald trat er mit Dirko Juchem und Rolf Marx auf; auch begleitete er Musiker wie Benny Bailey, Bill Ramsey oder Hugo Strasser. Seit Ende der 1980er Jahre gehört er zur Boogie Woogie Company, mit der er drei Alben einspielte. 1996 begann er, im Trio von Paul Kuhn zu arbeiten, mit dem er mehrere Alben veröffentlichte. Weiterhin war er bei der großformatigen Produktion Paul Kuhn and The Best (2006) dabei. Gemeinsam mit Pianist Dieter Greifenberg und Peter Baumgärtner bildete er das G.U.B. Trio. Zudem spielte er mit Les Searle, im Oktett von Frank Wunsch, bei Herr Rössler und seinem Tiffany-Ensemble und im Trio von Jörg Hegemann; er ist auch auf CDs von Ilona Haberkamp, Richard Bargel und Tobias Sudhoff zu hören.